# Berichterstattung über den Großen Nordischen Krieg

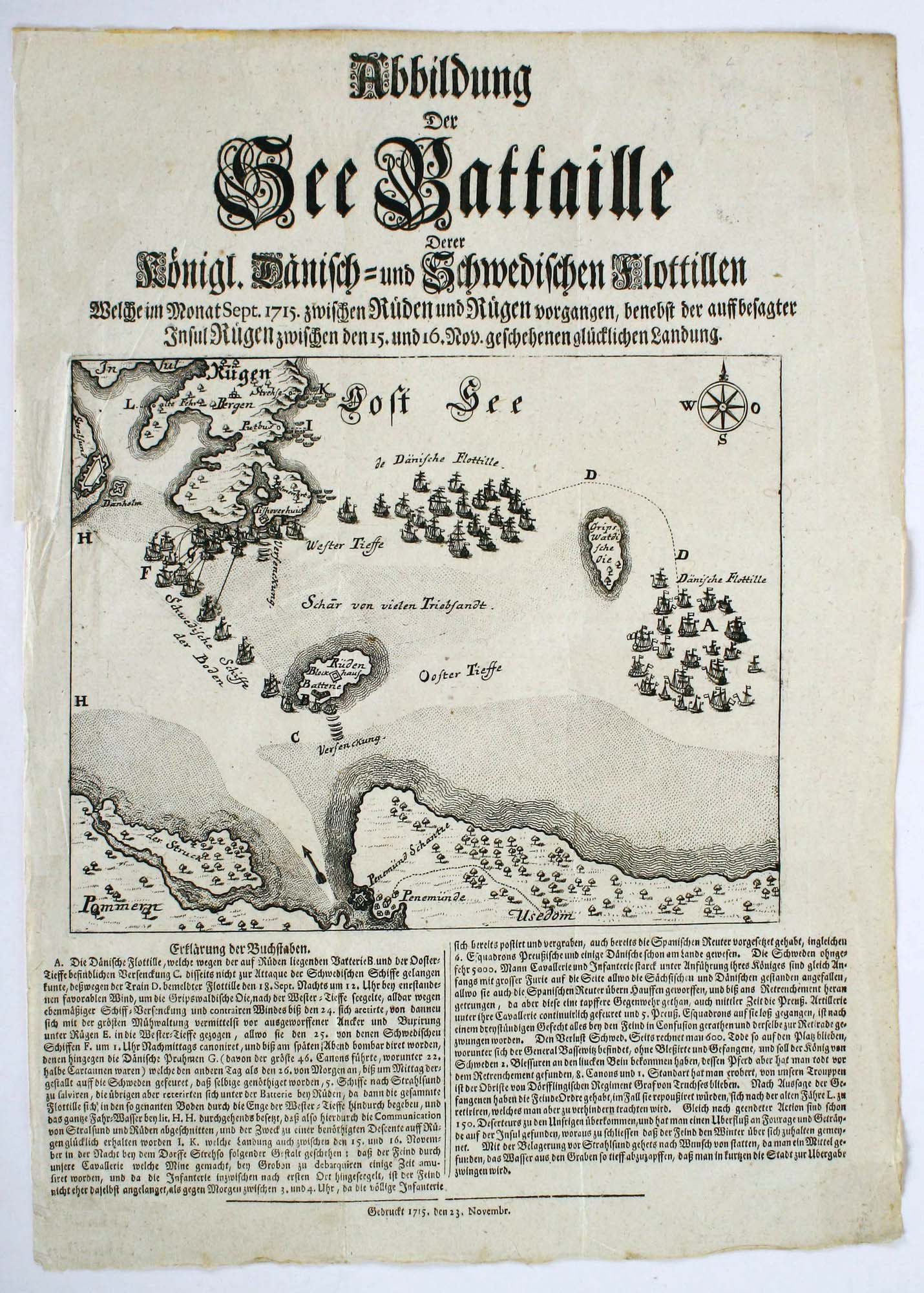
Flugblatt aus dem Jahr 1715

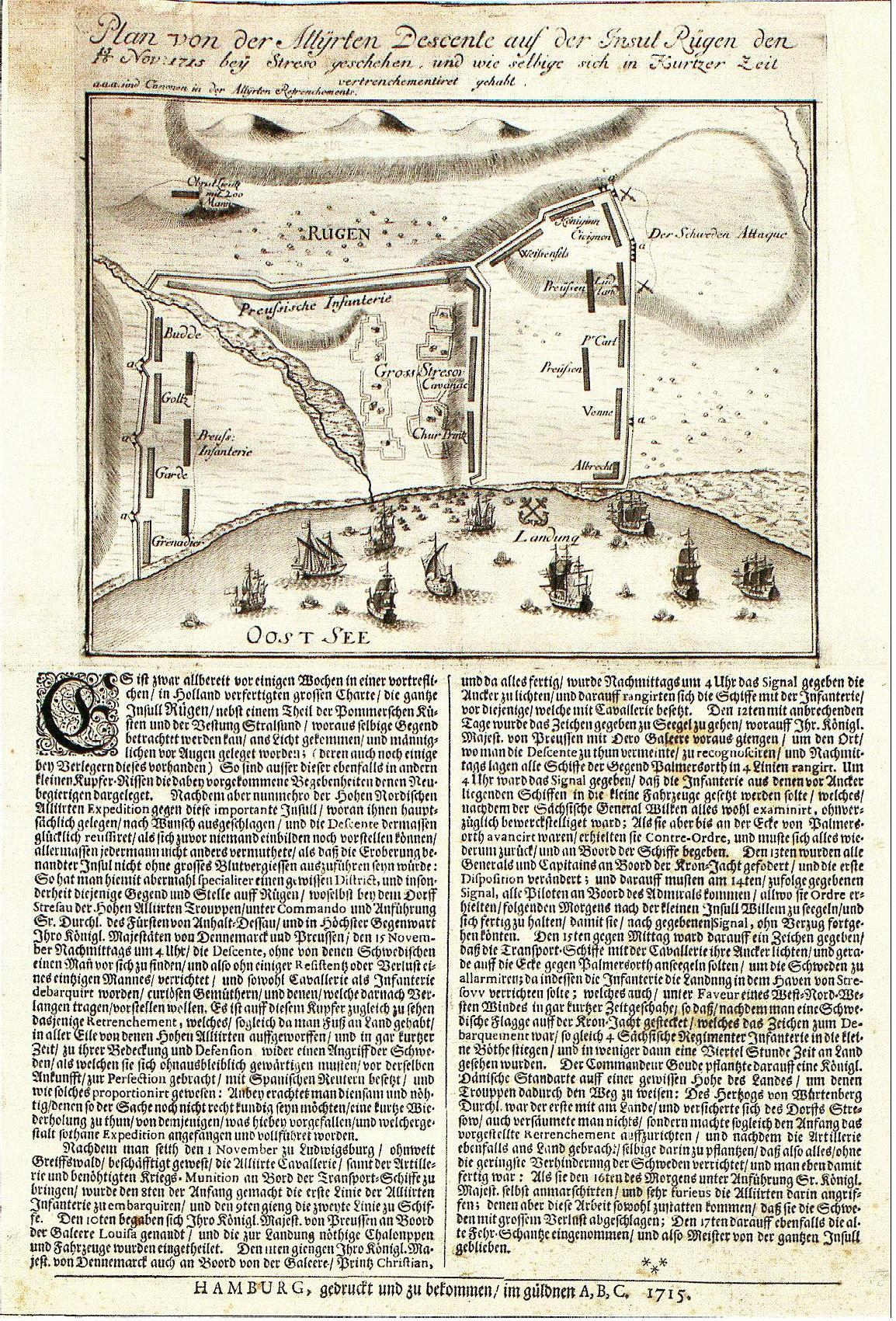
Flugblatt von 1715

Die Berichterstattung über den Großen Nordischen Krieg in den damaligen europäischen Nachrichtenblättern, Zeitungen und Flugblättern konzentrierte sich auf die ereignisgeschichtliche Berichterstattung der militärischen Handlungen im Nordischen Krieg von 1700 bis 1721.
Dagegen gab es kaum Berichte zu den diplomatischen Verhandlungen der Kriegsteilnehmer und vermittelnden Mächte. Der damalige Leser in Europa erhielt wenig Einblick über die einzelnen Phasen der politischen Entscheidungsprozesse.

## Muster der Berichterstattung
Die vorwiegend westeuropäischen Zeitungen dieser Zeit verwendeten in ihren Artikeln häufig schwedische Berichte. Ein Grund hierfür lag neben der politischen und kulturellen Nähe der Redakteure zu Schweden auch in der leichteren Verfügbarkeit der Quellen.
Es überwog daher eine klar schwedenfreundliche Berichterstattung, die ein immer wiederkehrendes Argumentationsmuster verwendete.
Solche Argumentationsmuster waren:
- In den Berichterstattungen wurden die Fähigkeiten der russischen Armee als gering eingestuft und deren Angehörige als feige charakterisiert.
- Die russischen Truppen griffen grundsätzlich mit einer mehrfachen Übermacht an.
- Russische Interessen wurden grundsätzlich rücksichtslos gegenüber Gegner und Verbündeten durchgesetzt.
- Russische Truppen verhielten sich brutal gegenüber der Zivilbevölkerung. Dadurch verfestigte sich das stereotype Urteil vom grausamen Moskowiter und dem russischen Barbarentum in den Köpfen der damaligen Menschen.

Ziel der Berichterstattung war es, ein negatives Urteil über den russischen Kriegsgegner in der Öffentlichkeit zu schüren und wachzuhalten. Dies sollte durch kontinuierliches Wiederholen der Vorwürfe bewirkt werden.
Auf russischer Seite gab es zunächst wenige Versuche, diese einseitige Presseberichterstattung im eigenen Sinne zu beeinflussen.
Infolge der Kriegswende nach der Schlacht bei Poltawa wurden die russischen Kriegserfolge in den Gazetten verzögert veröffentlicht beziehungsweise gänzlich verheimlicht.
Das Muster der schwedenfreundlichen Berichterstattung zielte darauf, den Ruhm des siegreichen Schwedenkönigs Karl zu mehren. Die schwedischen Siege der Armee wurden aufgewertet und die schwedischen kämpferischen Leistungen betont.
Die Sache Schwedens wurde als Kampf für eine gerechte Sache dargestellt. Die schwedischen Truppen wären zudem durch göttlichen Beistand gesegnet. Die Gründe für schwedische Niederlagen wurden bei anderen gesucht. Die Schlacht bei Poltawa ging demzufolge nur wegen des Verrats des Verbündeten Masepa verloren.
Nach 1709 folgte ein leichter Umschwung in der Berichterstattung. Karl XII. stand zunehmend in der Kritik. Seine Fähigkeiten wurden angezweifelt, seine Halsstarrigkeit betont.

## Ausgewertete Nachrichtenblätter und Forschungsstand
Der Artikel basiert auf Astrid Blomes wissenschaftliche Auswertung der Zeitungen dieser Zeit. Vergleichbare weitere Werke oder Auswertungen zur Berichterstattung im Großen Nordischen Krieg sind nach Stand 2016 im deutschsprachigen Raum nicht vorhanden. Ihre Analyse basierte auf einer eigenen Auswahl an Tageszeitungen aus dem norddeutschen Raum, der ein Kriegsschauplatz im Großen Nordischen Krieg war und in geografischer Nachbarschaft zu Bremen-Verden lag, das Teil des Schwedischen Reichs war. Entsprechend stark waren die persönlichen Verbindungen der Redakteure zu Schweden. Hamburg war damals ein überregional bedeutendes Nachrichtenzentrum. Hamburgische Zeitungen wurden überregional gelesen. Etwa die ein Drittel bis die Hälfte der Hamburger hatten Zugang zu Tageszeitungen. Hamburg selbst wurde 1712 in den Feldzug von Magnus Stenbock, der in Tönning endete, in den Krieg einbezogen. Russland dagegen hatte erst mit der Großen Gesandtschaft von 1697 Kontakte nach West- und Nordeuropa geknüpft und konnte auf keine ebenbürtige Nachrichtenlandschaft zurückgreifen.
Um 1700 standen etwa 60 Zeitungsunternehmen mit Tageszeitungen im deutschsprachigen Raum zur Verfügung. Die Blätter sollten den Lesern unvoreingenommen Informationen über das Zeitgeschehen vermitteln. Darüber hinaus bildeten die damaligen Zeitungen die primäre Informationsquelle für die politischen Journale und die Gesprächsbasis lokaler politischer Diskussionszirkel, zum Beispiel in den Salons.
Nachfolgend ist die von Astrid Blome ausgewertete Zeitungslandschaft für obenstehende Aussagen aufgelistet:
- Hamburger-Relations-Courier
- Relation aus dem Parnasso
- Hamburger Kriegs- und Friedenszeitung
- Nordischer Mercurius
- Schlesische Kern-Chronik
- Altonischer Mercurius
- Europäische Raltion
- Relations-Courier (Altona)
- Theatrum Europaeum (Geschichtswerk)
- Europäische Fama